# Schinduf
Schinduful (Trigonella foenum-graecum), denumit și fân grecesc, sfindoc sau regional molotru, aparține familiei Fabaceae și este înrudit cu  molotrul albastru (Trigonella melilotus-coerulea). Este o plantă erbacee din familia leguminoaselor.

## Descriere
Tulpina este de 40–70 cm înălțime, cilindrică, fistuloasă.
Frunzele ovale sunt asemănătoare trifoiului, au aprox. 2 cm lungime și sunt grupate câte trei pe pețiol.
Schinduful înflorește din mai până în iunie. Florile sunt mici, alb-gălbui și la bază violet, și sunt poziționate la subțioara frunzelor.
Din flori se dezvoltă păstăi subțiri, lungi de 10 cm. Acestea conțin semințe dure, dreptunghiulare sau rombice, de culoare galben-maronie.
Întreaga plantă emană un miros puternic, ușor asemănător cu leușteanul. Semințele măcinate au o aromă puternică și un gust dulce-amărui amintind de zahăr ars.
Crește în sud-vestul Asiei și în estul Mediteranei. Schinduful are o perioada de vegetație de patru luni, are un miros tare, picant care persistă pe mână, se recoltează, cu tot cu rădăcină și păstăi când acestea au îngălbenit, și se pune la uscat, apoi semințele sunt treierate și uscate.

## Origine și etimologie
Schinduful a fost cultivat pentru proprietățile sale medicinale încă din antichitate. Din timpuri străvechi, schinduful era un apreciat intăritor al organelor sexuale. Cele mai vechi dovezi datează din 4000 î.e.n. din zona Irak-ului de azi. În Egipt era utilizat încă din 1000 î.e.n. printre altele pentru îmbălsămare, iar semințele mature și uscate erau folosite ca afrodiziace. Arabii îl foloseau ca tratament împotriva căderii părului, în India era cunoscut pentru proprietățile sale carminative, tonice și afrodiziace, iar chinezii l-au utilizat ca plantă decorativă și de asemenea la tratarea impotenței. Plinius descrie schinduf ca având un efect benefic asupra sexualității. În Europa nordică, călugării benedictini au încercat să aclimatizeze această plantă în sec. VII, după care a fost întrebuințată timp îndelungat în medicina populară.
Astăzi schinduful se mai cultivă în India, în regiunea mediterană (Italia, Franța, Spania, Grecia, Liban, Maroc, Algeria, Egipt) și în SUA.
Numele latin al speciei foenum graecum se traduce prin "fân grec", acesta fiind o referire atât la mirosul puternic de fân uscat, la utilizarea sa ca nutreț, cât și la originea de la est de Mediterană a speciei. Acest nume a fost preluat și este încă uzual în multe din limbile europene.
Numele arab hulbah este derivat din rădăcina ḤLB cu semnificația "lapte", ceea ce se explică, poate, și prin acțiunea galactagogă a plantei cunoscută în medicina populară. În multe țări din sudul, vestul și estul Asiei, numele plantei are la bază denumirea arabă. În Israel este foarte folosita în bucătăria și medicina populară a evreilor yemeniți sub numele de „hilba”.

## Substanțe active
Principalii constituienți sunt găsiți în semințe care conțin mucilagii, nucleoprotide, albumine, ulei fix trigonelină (alcaloid), colină, ulei volatil, fitosterină, tanin, saponine, hidrați de carbon, săruri de fier, magneziu, fosfați, precum și saponină steroidică ce ajută la producția de hormoni sexuali.
Într-o cantitate de referință de 100 de grame, semințele de schinduf furnizează 1,350 kilojouli (323 kcal) de energie alimentară și conțin 9% apă, 58% carbohidrați, 23% proteine și 6% grăsimi, având un conținut de calciu de 40% din Valoarea Zilnică Recomandată. Semințele de schinduf (per 100 de grame) sunt o sursă bogată de proteine (46% VZR), fibre dietetice, vitamine din grupul B și minerale dietetice, în special mangan (59% VZR) și fier (262% VZR) .

## Utilizări

### Agricultură
Printre utilizările tradiționale ale schindufului se numără cea ca plantă furajeră ca nutreț pentru vite. În special în ținuturi mai uscate din Orientul Mijlociu, Africa de nord și Spania se cultivă încă în acest scop. În agricultură planta se pretează și ca îngrășământ verde, îmbogățind solul cu elemente nutritive.

### Alimentare
Schinduful este foarte bogat în minerale, vitamine și alte substanțe. Semințele de schinduf se folosesc în bucătărie în țările asiatice încă din antichitate drept condiment: fie uscate, adăugate în amestecuri tradiționale (curry), fie încolțite ca o verdeață picantă, în salate. 
De asemenea se consumă și germenii, germenul de schinduf fiind considerat superaliment, acesta consumăndu-se crud drept condiment pentru salate, sosuri, pizza, paste sau supe.   

### Medicinale
Pentru obținerea de preparate medicinale se prelucrează semințele. Sub formă de cataplasme sau de bandaje, schinduful se utilizează în tratarea unor afecțiuni dermatologice, cum ar fi plăgile, rănile ulcerate, furunculozele. Este recomandat în anemie, lipsa poftei de mâncare, pierdere în greutate, rahitism, astenie, diabet.
Preparatele pe bază de schinduf dau rezultate în tratarea impotenței, ajută la creșterea nivelului de testosteron și scăderea frigidității, fiind și un important afrodiziac. Schinduful revitalizează întregul organism, fiind un agent de resuscitare a celor mai importante funcții ale acestuia.
Semințele de schinduf, au fost folosite în scopuri medicinale din cele mai vechi timpuri, fiind apreciate pentru calitățile lor vindecătoare, ele produc un mucilagiu puternic, fiind folosite în tratarea inflamațiilor și a ulcerelor de stomac.
Consumul de schinduf, nu este indicat în timpul sarcinii, persoanelor care au afecțiuni.